# ليلى العظمة
ليلى يوسف العظمة (1915-1971)، البنت الوحيدة لوزير الحربية يوسف العظمة من زوجته التركية منيرة، الذي استشهد في مواجهة الفرنسيين في معركة ميسلون يوم 24 تموز 1920.

## البداية
ولدت ليلى العظمة في إسطنبول يوم كان والدها مرافقاً عسكرياً لناظر الحربية العثماني أنور باشا وانتقلت معه للعيش بدمشق عند انتهاء الحرب العالمية الأولى سنة 1918 يوم تكليفه بتأسيس الجيش السوري في عهد الملك فيصل الأول. أقامت مع والدها وأمها التركية في منزل في منطقة المهاجرين، وأجبرت على المغادرة بعد استشهاد أبيها في معركة ميسلون يوم 24 تموز 1920. وقبل ذهابه إلى المعركة، طلب يوسف العظمة إلى الملك فيصل أن تكون ليلى في رعايته في حال مقتله، وقد التزم الملك بهذا العهد وظلّ يرسل راتباً شهرياً لليلى لغاية وفاته سنة 1933.

#### في إسطنبول
كبرت ليلى في إسطنبول وتعلّمت في مدرستها الفرنسية، وتزوجت من تاجر تركي ثري من عائلة “أشار” كان له متجر قماش في ساحة تقسيم. أنجبت منه ولدا واحدا فقط سنة 1943 اسمه جلال، وهو الحفيد الوحيد ليوسف العظمة. وفي سنة 1952 زارت دمشق بدعوة من العقيد أديب الشيشكلي مع زوجها وابنها ووضعت إكليلاً من الزهور على ضريح أبيها في خان ميسلون. لم تكن لا فقيرة أو محتاجة، كما أشيع في بعض المجالس، وكانت أملاك أبيها في بساتين الشاغور كفيلة بتأمين حياة كريمة لها ولوالدتها، مع راتب أبيها من الدولة السورية الذي أقر بمرسوم جمهوري في عهد الرئيس شكري القوتلي عام 1947 (المرسوم 288). خصص القوتلي بموجبه ألفي ليرة سورية لليلى العظمة وألفي ليرة معونة (بموجب المرسوم 982). وكل من تبوأ منصباً رفيعاً من آل العظمة في سوريا ظل يسأل عن ليلى ويلبي كل حاجاتها، ابتداء من وزير الدفاع نبيه العظمة سنة 1946، مروراً بأخيه وزير الداخلية عادل العظمة، وصولاً إلى رئيس الوزراء الدكتور بشير العظمة في عهد الانفصال سنة 1962.

## الوفاة
توفيت ليلى العظمة في إسطنبول سنة 1971.